# بيلوهورودكا (كيييفسكا)
بيلوهورودكا (Білогородка) هي مدينة في مقاطعة كيييفسكا في أوكرانيا.
يبلغ عدد سكانها حوالي 5590 نسمة.